# Petăr Zapreanov
Petăr Zapreanov (în bulgară Петър Запрянов; n. 23 martie 1959, Plovdiv, Republica Populară Bulgaria) este un trăgător de tir ce a reprezentat Bulgaria, medaliat olimpic. A participat la 3 ediții a Jocurilor Olimpice (1980, 1988, 1992) în care a câștigat o medalie de bronz.